# Жабно (Люблінське воєводство)
Жабно (пол. Żabno) — село в Польщі, у гміні Туробин Білґорайського повіту Люблінського воєводства.
Населення — 488 осіб (2011).
У 1975-1998 роках село належало до Замойського воєводства.

## Демографія
Демографічна структура станом на 31 березня 2011 року:
|          | Загалом | Допрацездатний вік | Працездатний вік | Постпрацездатний вік |
| -------- | ------- | ------------------ | ---------------- | -------------------- |
| Чоловіки | 213     | 28                 | 142              | 43                   |
| Жінки    | 275     | 35                 | 124              | 116                  |
| Разом    | 488     | 63                 | 266              | 159                  |